# اسب پول
اسبْ پول (پرتغالی: Cavalo Dinheiro) یک فیلم پرتغالی به کارگردانی پدرو کوستا است که در سال ۲۰۱۴ منتشر شد. این فیلم در اوت ۲۰۱۴ در جشنواره لوکارنو به نمایش درآمد و برندهٔ جایزه بهترین کارگردانی این جشنواره شد.